# 산청 덕천서원
산청 덕천서원(山淸 德川書院)은 대한민국 경상남도 산청군 시천면 원리에 있는 조선시대의 서원이다. 1974년 2월 16일 경상남도의 유형문화재 제89호로 지정되었다.
남명 조식 선생을 모신 서원으로, 끝내 벼슬에 나아가지 않고 재야를 지킨 선생의 뜻을 기르고 있다.

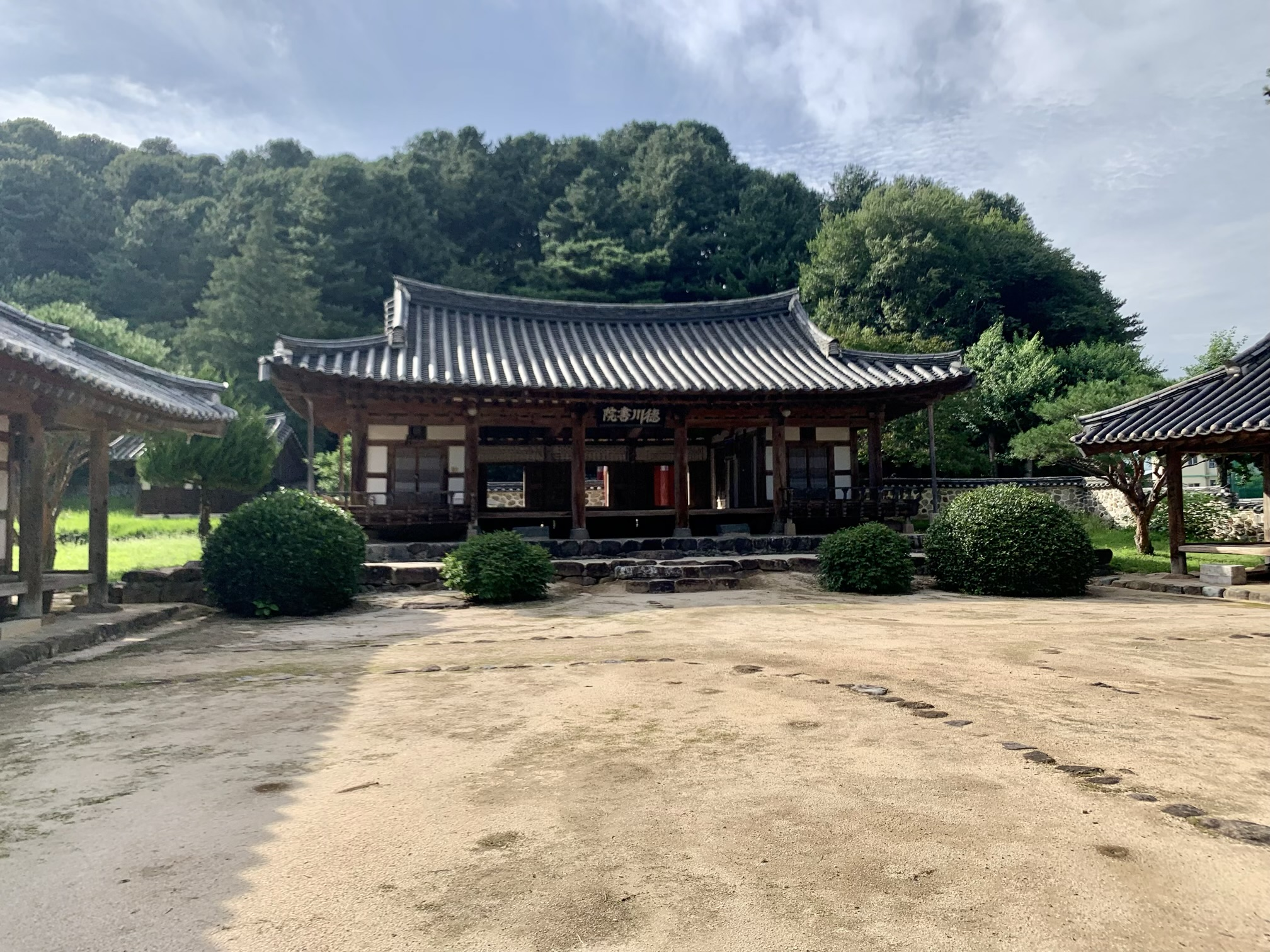
20230717 덕천서원

## 개요
남명 조식(1501∼1572)의 학덕을 기리기 위하여 그가 학문을 닦던 곳에 세운 서원이다. 조선 선조 9년(1576)에 지었고, 광해군 원년(1608)에 사액서원이 되어 나라의 공인과 지원을 받았다. 고종(재위 1863∼1907) 때 흥선대원군의 서원철폐령으로 훼철되었다가, 1930년대에 다시 지어져 오늘에 이르고 있다.
지금 남아있는 건물로는 사당, 신문, 강당, 동재와 서재, 외삼문 등이다. 공부하는 공간이 앞쪽에 있고 사당이 뒷쪽에 있는 전학후묘의 배치를 이루고 있다.
지금은 서원의 교육적 기능은 없어지고 제사의 기능만 남아있다.

## 같이 보기
- 남명학파

## 참고 문헌
- 산청덕천서원 - 국가유산청 국가유산포털